# Xylophis perroteti
Xylophis perroteti — вид змій родини Pareidae. Ендемік Індії. Вид названий на честь французького натураліста Джорджа Семюела Перротте.

## Поширення і екологія
Xylophis perroteti мешкають у високогір'ях Західних Гат, зокрема гір Нілґірі, в штатах Керала і Тамілнад на південному заході Індії. Вони живуть в гірських тропічних лісах і лісах шола, на висоті від 1500 до 2380 м над рівнем моря. Ведуть риючий спосіб життя, зустрічаються серед опалого листя. Живляться дощовими черв'яками.